# Dündefall
Der Dündefall ist ein Wasserfall im Kiental im Berner Oberland.
Der am Dündehore entspringende Dündebach fällt auf einer Höhe von 1450 m ü. M. bis 1250 m ü. M. über mehrere Stufen nordwärts in die Griesschlucht und den Gamchibach auf ihrem Grund, kurz bevor dieser in den Tschingelsee mündet.